# Ermistu
Il lago Ermistu (in estone: Ermistu järv) è un lago situato nei pressi di Tõstamaa (nella località omonima del lago). È il 9° lago della nazione per superficie. Poco lontano dall'Ermistu si trova il lago Tõhela.